# 伊朗飛機製造工業公司

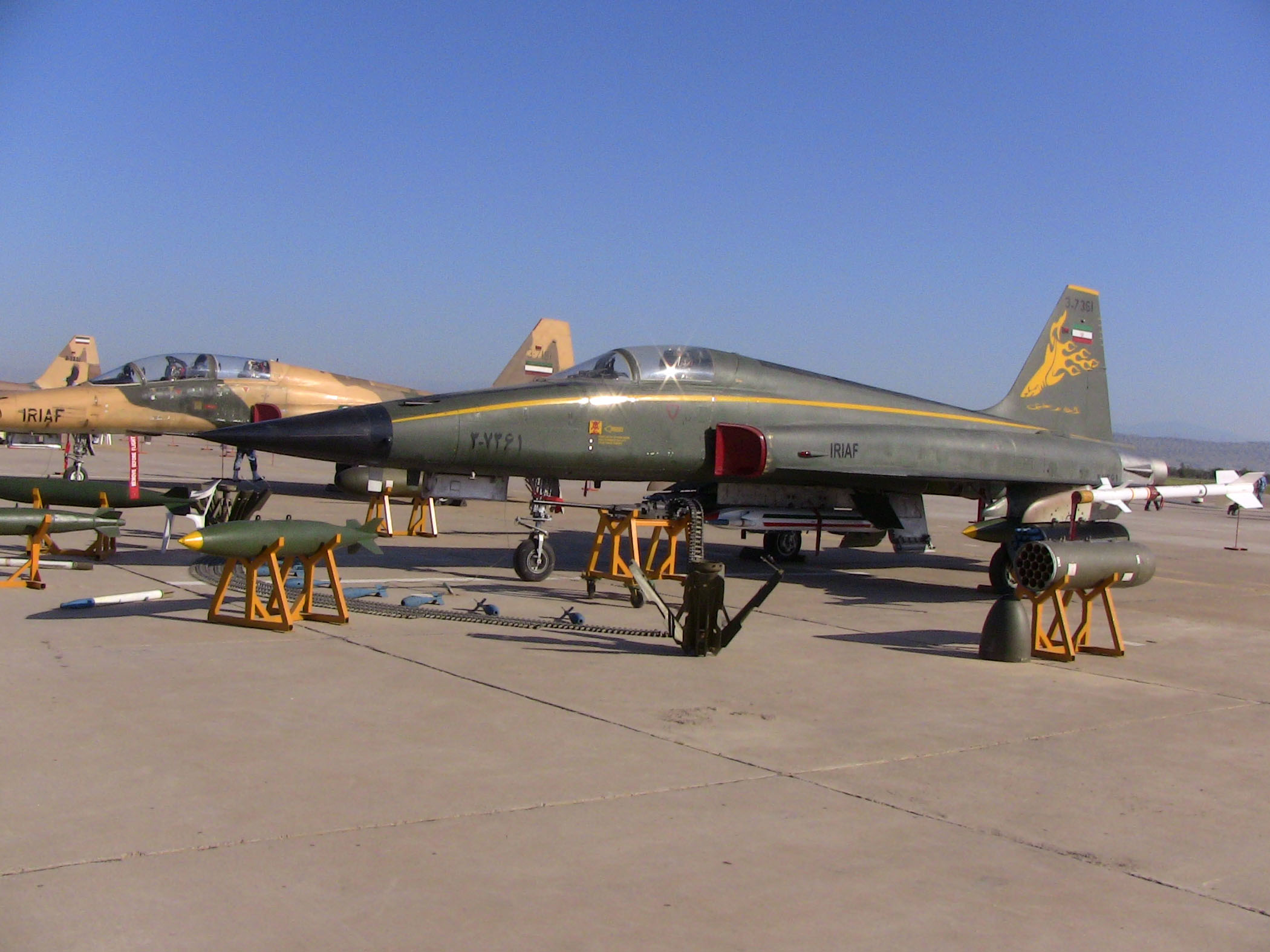
逆向仿製的考剎爾戰鬥機

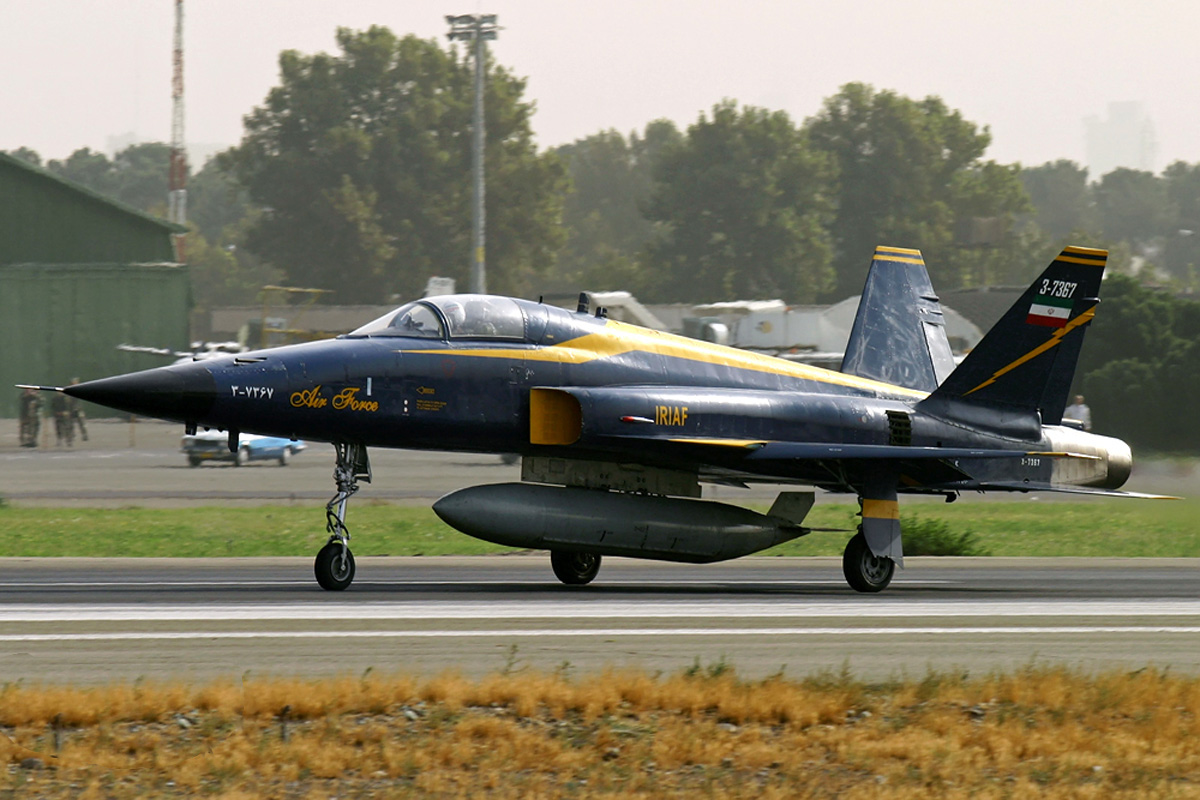
逆向仿製並改為雙尾翼的閃電80戰鬥機

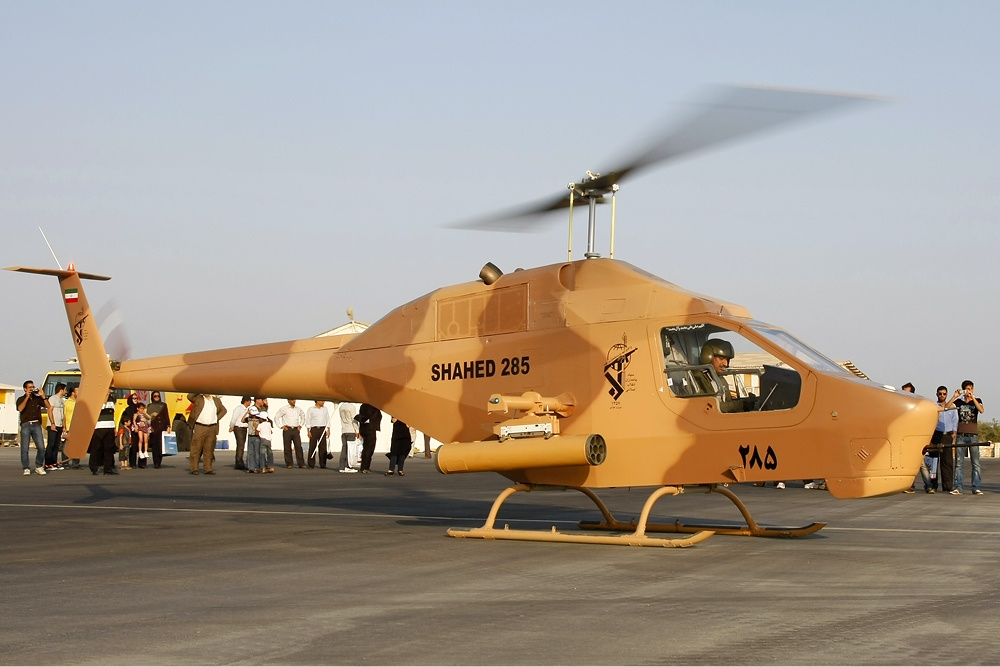
Shahed 285

伊朗航空製造工業公司（Iran Aircraft Manufacturing Industrial Company，簡稱：HESA，波斯文為： (شرکت صنایع هواپیماسازی ایران (هسا）是一家伊朗的飛機製造公司位於伊斯法罕省的薩因沙赫爾，創立於1976年隸屬於伊朗民航工業組織（Iran Aviation Industries Organization，簡稱：IAIO）。 擁有數千平方米的廠房和25萬平方米的銷售與飛機棚場用來製造A/C零件、零件裝配、實驗室、放置試飛所需的設備和預先銷售的零件。伊朗航空工業組織（Aviation Industries of Iran，簡稱：IAIO）1966年規劃，1993年成立隸屬於伊朗工業部的工業發展和革新組織（Industrial Development and Renovation Organization of Iran，簡稱：IDRO）主要任務為生產、控制和管理軍隊的飛機與維護體系以求能夠更有效率的發揮資源和能力，另外一個目地是扶持國內鍛造及鑄造業。

在原始的廠房打造了碳化矽纖維（Textron）材料用來保護在與伊朗的交易裡涉及數百架Bell 214之類不同功能配置的直升機和相關的技術移轉，有報導指稱因為該筆訂單金額龐大所以需要另外成立碳化矽纖維部門以滿足伊朗的要求，這個部門由Delk M. Oden少將擔任負責人。這個部門直到1979年發生的伊朗伊斯蘭革命和後來的西方國家對伊朗的制裁之後才終止。

## 產品
- 以烏克蘭出售的安-140客機半成品，製成IrAn-140客機。
- 自行設計產出Ghods_Ababil（英语：阿巴比爾（Ababil））無人機的降落救援系統[2]。
- 參考貝爾206和Panha Shabaviz 2061Panha Shabaviz 2061（英语：Panha Shabaviz 2061Panha Shabaviz 2061），產出沙赫德 278直昇機。
- 參考貝爾206，生產Zafar 300直昇機[3][4][5]。
- 參考貝爾206，生產沙赫德 274直昇機。
- 參考貝爾206和Panha Shabaviz 2061Panha Shabaviz 2061（英语：Panha Shabaviz 2061Panha Shabaviz 2061），產出沙赫德 285直昇機。
- 生產HESA Dorna（英语：HESA Dorna）訓練用直昇機。
- 生產Karrar（英语：Karrar (UCAV)）無人戰鬥機（Uninhabited Combat Aerial Vehicle，簡稱：UCAV）
- 將氣墊船改裝後供給伊朗伊斯蘭共和國的海軍使用。
- 參考諾斯洛普·格拉曼公司F-5戰鬥機，產出考剎爾戰鬥機。
- 參考並改裝諾斯洛普·格拉曼公司F-5戰鬥機，產出閃電80戰鬥機噴射戰鬥機。
- 參考伊朗之獅戰術戰鬥機（M-ATF），開發HESA Shafaq（英语：Shafaq）輕型訓練/攻擊/戰鬥機中。
- 開發Sofreh Mahi（英语：Sofreh Mahi）中。
- 神鳥計畫（Simorgh，波斯文：هواپيماي سيمرغ）: 是HESA將諾斯洛普·格拉曼公司F-5A單座戰鬥機轉換到F-5B雙座教練機。首次公開飛行是在2005年的伊朗基什飛行展，並且已經改裝完成兩架[6]
- 見證者-136無人機及見證者-131無人機，均為遊蕩彈藥，部分授權予俄羅斯組裝。
- 製造部分螺旋槳的原材料。
- 製造零件。

## 外部連結
- Iran Aircraft Manufacturing Industrial Company (HESA) 官網